# 殷 (西周)
殷（いん）は、西周の初期の諸侯国。国君は子姓。前王朝の殷の帝辛の子の武庚が封じられた。国都は殷の首都の殷墟。管轄区域は河南省北部、河北省南部と山西省南東部の一帯。

## 建国
周の武王は殷を滅ぼすと、殷の遺民を安撫するために、帝辛の子の武庚を殷に封じた。ここは旧殷都（殷墟）であった。その後、武王は殷の南西の霍・管・蔡を殷の監視のために置いた。これが「三監」である。

## 滅亡
武王の死後、子の太子誦が王位を継いだ（成王）。魯の周公旦が入京して輔政した。しかしこれを「三監」らは不満に思い、武庚は「三監」や東夷と各地で反乱を起こした。これが「三監の乱」である。
三監の乱の平定後、周公は武庚を殺した。殷を二分し、西部は衛として弟の康叔封を封じ、東部は宋として微子啓を封じて、殷の勢力を弱体化させた。

## 歴代君主
殷の君主は1人のみ。
- 武庚（紀元前1027年 - 紀元前1024年）